# Übergangszustand
Übergangszustand ist ein Begriff aus der Chemie. Im Laufe einer chemischen Reaktion wird immer ein Stadium höherer Energie durchlaufen. Zum Beispiel müssen zunächst energieaufwändig Bindungswinkel verdreht und Bindungslängen verkürzt oder verlängert werden. Der Zustand maximaler Energie wird Übergangszustand genannt. Ist diese Energiebarriere überwunden, reagiert das Molekül spontan weiter zum Produkt, wenn das Produkt eine günstigere thermodynamische Stabilität aufweist. Der Übergangszustand besteht demnach aus einem aktivierten Komplex. Übergangszustände sind deshalb von extrem kurzer Dauer und nicht isolierbar.
Die für die Reaktion benötigte Energie zum Erreichen des Übergangszustands wird als Aktivierungsenergie bezeichnet. Gemäß der Theorie des Übergangszustandes bestimmt der Übergangszustand die Geschwindigkeitskonstante einer Reaktion.
Theoretisch-chemisch betrachtet entspricht eine Reaktion einer „Wanderung“ auf dem „Gebirge“ der potentiellen Energie der Kerne (die sich durch verschiedene Methoden, wie Hartree-Fock, MP2, Coupled-Cluster oder DFT über eine näherungsweise Lösung der Schrödingergleichung berechnen lässt), wobei jeder Anordnung der Atome im Molekül eine bestimmte Energie zugeordnet wird, die sog. Potentialenergiehyperfläche also von 3n-kartesischen Koordinaten für n Atome im Molekül abhängt. Am Übergangszustand ist diese Energie auf dem Reaktionsweg maximal, global gesehen jedoch ist es ein Maximum in nur einer Dimension (die dem Reaktionsweg entspricht), in allen anderen Dimensionen weist der Übergangszustand dennoch ein Minimum auf (man kann ihn also als „Pass“ im besagten Gebirge auffassen). Mathematisch formuliert ist der Übergangszustand ein Sattelpunkt erster Ordnung auf der Potentialenergiehyperfläche, das heißt, der Gradientenvektor verschwindet und die Hessematrix weist einen negativen Eintrag auf (das entspricht einer imaginären Schwingungsfrequenz in harmonischer Näherung).